# Lalanne (Altos Pirineos)
 Lalanne  es una comuna y población de Francia, en la región de Mediodía-Pirineos, departamento de Altos Pirineos, en el distrito de Tarbes y cantón de Castelnau-Magnoac.

## Demografía
Su población en el censo de 1999 era de 64 habitantes.

## Ubicación
Está integrada en la Communauté de communes du Magnoac.